# Mormotus scapularis
Mormotus scapularis är en insektsart som beskrevs av Bolívar, I. 1906. Mormotus scapularis ingår i släktet Mormotus och familjen vårtbitare. Inga underarter finns listade i Catalogue of Life.